# Long Jinbao
Long Jinbao (en chino: 龙金宝; 2000) es un deportista chino que compite en escalada. Ganó una medalla de plata en el Campeonato Mundial de Escalada de 2023, en la prueba de velocidad.

## Palmarés internacional
| Campeonato Mundial | Campeonato Mundial | Campeonato Mundial | Campeonato Mundial |
| Año                | Lugar              | Medalla            | Prueba             |
| ------------------ | ------------------ | ------------------ | ------------------ |
| 2023               | Berna (Suiza)      | Medalla de plata   | Velocidad          |